# Rassemblement du peuple togolais
Le Rassemblement du peuple togolais (RPT) est un parti politique togolais fondé par le général Gnassingbé Eyadema, alors chef de l'État. L'Union pour la république (UNIR) lui succède en 2012 après la succession de son fils Faure Gnassingbé au pouvoir.
Le RPT a été dissous légalement par la Conférence nationale le 27 août 1991. Après l'interdiction du parti en novembre 1991 par le Conseil supérieur de la République (le parlement de transition), une crise politique s'ensuivit dans laquelle les soldats fidèles à Eyadéma, qui réclamaient l'interdiction du RPT soit levée, a capturé le Premier ministre Joseph Kokou Koffigoh en décembre.
Koffigoh a été libéré après avoir accepté les demandes des soldats et formé un nouveau gouvernement qui a donné à un membre du RPT la responsabilité secondaire des affaires militaires (tandis que Koffigoh lui-même est resté ministre de la Défense). Eyadéma est resté président tout au long de la crise.